# Jezioro Radolne
Jezioro Radolne (kaszb. Jezoro Redolné) – przepływowe jezioro rynnowe w mezoregionie Bory Tucholskie, na obszarze Kaszub Południowych (powiat kościerski, województwo pomorskie). 
Stanowi część większej rynny polodowcowej. Połączone jest z jeziorami Gołuń, Wdzydze, Jelenie i Słupinkiem stanowiąc wraz z nimi akwen zwany potocznie Kaszubskim Morzem. Cały akwen objęty jest obszarem Wdzydzkiego Parku Krajobrazowego. 
Na północ o jeziora położone są miejscowości Czarlina i Przerębska Huta. Od strony północnej wpada też do niego Wda.